# The Get on Your Feet Tour
The Get on Your Feet Tour es la primera gira como solista de la cantante Gloria Estefan para promocionar su álbum Cuts Both Ways en la cual visitó ciudades de Estados Unidos, Europa y Japón.

## Canciones interpretadas
1. Intro
2. Conga
3. Ay, ay, I
4. Here We Are
5. Can’t Stay Away From You
6. Words Get In the Way
7. Surrender
8. Bad Boy
9. Nothin' New
10. Anything For You
11. Cuts Both Ways
12. Let It Loose
13. Dr. Beat
14. Don't Wanna Lose You
15. Say
16. Oye Mi Canto (Hear My Voice)
17. Rhythm Is Gonna Get You
18. Get On Your Feet

## Fechas de la gira
| 1989-Europa                                                                         |                |                |
| Fecha                                                                               | Ciudad         | País           |
| 23 de setiembre de 1989                                                             | Londres        | Inglaterra     |
| 25 de setiembre de 1989                                                             | Londres        | Inglaterra     |
| 26 de setiembre de 1989                                                             | Londres        | Inglaterra     |
| 27 de setiembre de 1989                                                             | Londres        | Inglaterra     |
| 29 de setiembre de 1989                                                             | Birmingham     | Inglaterra     |
| 30 de setiembre de 1989                                                             | Birmingham     | Inglaterra     |
| 2 de octubre de 1989                                                                | Edinbergh      | Inglaterra     |
| 3 de octubre de 1989                                                                | Edinbergh      | Inglaterra     |
| 5 de octubre de 1989                                                                | Groningen      | Inglaterra     |
| 7 de octubre de 1989                                                                | Arnhem         | Inglaterra     |
| 8 de octubre de 1989                                                                | Arnhem         | Inglaterra     |
| 10 de octubre de 1989                                                               | Róterdam       | Holanda        |
| 11 de octubre de 1989                                                               | Róterdam       | Holanda        |
| 12 de octubre de 1989                                                               | Róterdam       | Holanda        |
| 13 de octubre de 1989                                                               | Róterdam       | Holanda        |
| 15 de octubre de 1989                                                               | Bruselas       | Bélgica        |
| Finalizó el 1989 con fechas en Japón. Fechas no disponibles                         |                |                |
| 1990- Estados Unidos                                                                |                |                |
| Fecha                                                                               | Ciudad         | País           |
| 2 de marzo de 1990                                                                  | Nueva York     | Estados Unidos |
| 7 de marzo de 1990                                                                  | Nueva York     | Estados Unidos |
| 8 de marzo de 1990 ??                                                               | Nueva Jersey   | Estados Unidos |
| Fechas no disponibles. Ciudades en las cuales se presentó luego de las mencionadas: |                |                |
| Ciudad                                                                              | País           | Año            |
| Pensacola                                                                           | Estados Unidos | 1990           |
| Murfreesboro                                                                        | Estados Unidos | 1990           |
| Atlanta                                                                             | Estados Unidos | 1990           |
| Auburn Hills                                                                        | Estados Unidos | 1990           |
| Toledo                                                                              | Estados Unidos | 1990           |
| Cleveland                                                                           | Estados Unidos | 1990           |
| Columbus                                                                            | Estados Unidos | 1990           |
| Milwaukee                                                                           | Estados Unidos | 1990           |
| St. Paul                                                                            | Estados Unidos | 1990           |
| Normal                                                                              | Estados Unidos | 1990           |
| Chicago                                                                             | Estados Unidos | 1990           |
| Pittsburgh                                                                          | Estados Unidos | 1990           |
| Filadelfia                                                                          | Estados Unidos | 1990           |
| Providence                                                                          | Estados Unidos | 1990           |
| Buffalo                                                                             | Estados Unidos | 1990           |
| Rochester                                                                           | Estados Unidos | 1990           |
| Syracuse                                                                            | Estados Unidos | 1990           |
| Worchestor                                                                          | Estados Unidos | 1990           |
| Hartford                                                                            | Estados Unidos | 1990           |
| Landover                                                                            | Estados Unidos | 1990           |
| East Rutherford                                                                     | Estados Unidos | 1990           |
| Miami                                                                               | Estados Unidos | 1990           |
| San Juan                                                                            | Puerto Rico    | 1990           |